# Геохимия
Геохимията е наука за състава, законите за разпространението и миграцията на химичните елементи на Земята. Използва химични, физикохимични и физични методи. Има голямо значение за практиката – разкрива закономерностите в разпределението на полезните изкопаеми.
Терминът е въведен през 1838 г. от Кристиан Шьонбайн.
Геохимични методи се прилагат в проучването на полезни изкопаеми.